# Hanayo

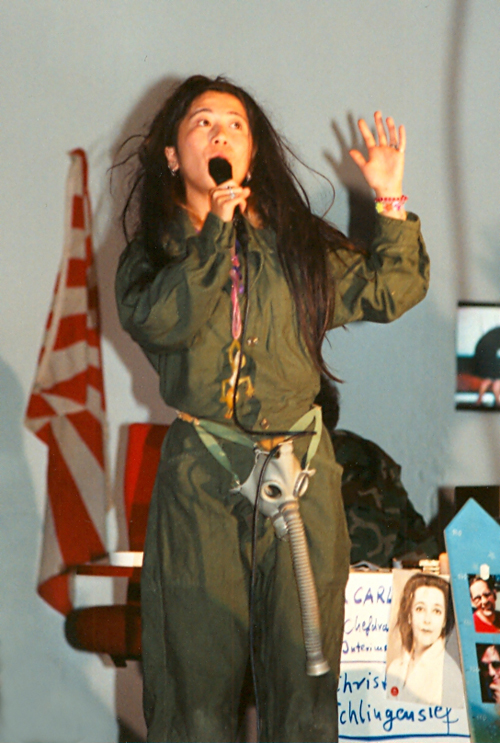
Hanayo in der Rolle der Yoko Ono bei der Performance „Mein Filz, mein Fett, mein Hase“ auf der documenta X (1997)

Hanayo Nakajima (jap. 中島 花代, Nakajima Hanayo; * 1970 in der Präfektur Tokio) ist eine japanische Künstlerin, Fotografin und Musikerin.

## Leben
Hanayo wuchs in einer westlich orientierten Familie auf. Ende der 1980er-Jahre brach sie ihr Studium ab, um sich zur Geisha ausbilden zu lassen, deren traditionelle Kunst sie faszinierte. Neben ihrer Ausbildung gründete sie gemeinsam mit den Japanoise-Musikern Masami Akita (Merzbow) und Masaya Nakahara (Violent Onsen Geisha) die Band Muscats.
Im Dezember 1992 war Hanayo auf dem Cover des Reisemagazin Merian als „sittsame“ Geisha abgebildet. Es folgten eine Titelgeschichte After the bubble / Japan im britischen Modemagazin The Face, die sie schlagartig einem größeren Publikum bekannt machte. Im Anschluss war sie als Model für Fotostrecken und Modeshows tätig, unter anderem für Jean Paul Gaultier.
Mitte der 1990er Jahre zog sie nach Deutschland um, wo sie sich verstärkt der Kunstwelt und Musik zuwandte. So trat sie 1997 bei Christoph Schlingensiefs Theateraktion Mein Filz, mein Fett, mein Hase – 48 Stunden Überleben für Deutschland anlässlich der documenta X als Yoko Ono auf. Anschließend wirkte sie auch an den Schlingensief-Projekten Passion Impossible – 7 Tage Notruf für Deutschland und Die letzten Tage der Rosa Luxemburg mit.
Neben diversen Solo-Plattenveröffentlichungen trat sie auch als Leadsängerin der Band Vapid Dolly auf, einem Nachfolgeprojekt von Daisy Chainsaw. 1999 entstand aus der Zusammenarbeit von Hanayo mit dem Drum-and-Bass-Produzenten Panacea das Album Hanayo In Panacea. Daneben spielte Hanayo im gleichen Jahr gemeinsam mit Dirk Dresselhaus (Schneider TM) und Christopher Uhe sowie später Vredeber Albrecht in der Band Paincake einige Konzerte in Deutschland und Frankreich. Stilistisch experimentierte die Band an der Schnittstelle von Noise und Performance.
Im Jahr 2000 erschien mit Gift ein zweites Album, das mit Unterstützung von Musikern wie Terre Thaemlitz, Schorsch Kamerun, Justus Köhncke, Kai Althoff, Curd Duca, Patric Catani, Merzbow oder Rocko Schamoni entstand. Ihren größten Hit hatte Hanayo mit dem auf diesem Album zunächst als Hidden Track versteckten Joe le taxi. Die von Jürgen Paape co-produzierte Techno-Coverversion einer 1987er Vanessa-Paradis-Single erreichte 2002 als Singleveröffentlichung in Frankreich kurzzeitig die Top-100-Charts und wurde 2003 durch die Verwendung auf dem vielgelobten 2ManyDjs Mix-Album As Heard on Radio Soulwax Pt. 2 auch international bekannt.
2009 gründete sie mit Marcel Türkowsky, Christopher Kline, Dominik Noé und Jan Pfeiffer das Noise-Rock-Projekt Wooden Veil, dessen Debütalbum im gleichen Jahr auf dem Label Dekorder erschien.
Als Gastsängerin arbeitete sie mit so unterschiedlichen Künstlern wie Die Goldenen Zitronen, Egoexpress, Stilluppsteypa, Andreas Ammer mit Console oder Christoph de Babalon zusammen.
In Einzelausstellungen präsentierte sie ihre Fotografien sowie verschiedene Video- und Installationskunstobjekte. Hanayos Fotografien sind in mehreren Bänden erschienen. Daneben tritt sie als Performancekünstlerin auf, unter anderem mit Hanazac (mit Isaac Bigsby Trogdon, 2006) und Ponpons (mit Matan Zamir, Nicola Mascia, 2007).
Hanayo lebt mit ihrer Tochter abwechselnd in Tokio, London und Berlin.

## Einzelausstellungen (Auswahl)
- 2000: Hanayo presents Hanayo. Alexander Ochs Galleries, Berlin
- 2002: Hanayo. Palais de Tokyo, Paris
- 2008: Hanayo. Gallery Koyanagi, Tokio
- 2009: Hanayo. Galerie Birgit Ostermeier, Berlin

## Diskografie (Auswahl)

### Alben
- 1999: Hanayo In Panacea – Hanayo In Panacea (Mille Plateaux)
- 2000: Hanayo – Gift (Geist Records)
- 2009: Wooden Veil – Wooden Veil (Dekorder)

### Singles & EPs
- 1995: Hanayo – Makka Na Shizuku (Media Remoras)
- 1995: Hanayo – Dang Dong (Media Remoras)
- 1996: Hanayo – Sayonalala (Media Remoras)
- 2002: Hanayo – Joe Le Taxi (Bio Records)

## Fotobücher
- Hanayome. Tokio, Shinchōsha, 1996
- Hanayo artist book. Paris, Galerie du Jour agnès b.; Tokio, Kawade Shobo Shinsha, 2004, ISBN 4-309-90540-4.
- Magma. Akaaka Art Publishing, 2008, ISBN 978-4-903545-25-7.
- よなは / yonaha. Tokio, Tennenbunko, 2010.
- 花代写真帖 / Photo book the mechanism of physical spiritual phenomena. Tokio, Parabolica-bis, 2010.
- Colpoesne. Tokio, Utrecht, 2010, ISBN 978-4-904479-32-2.